# Calatrava (orologio)

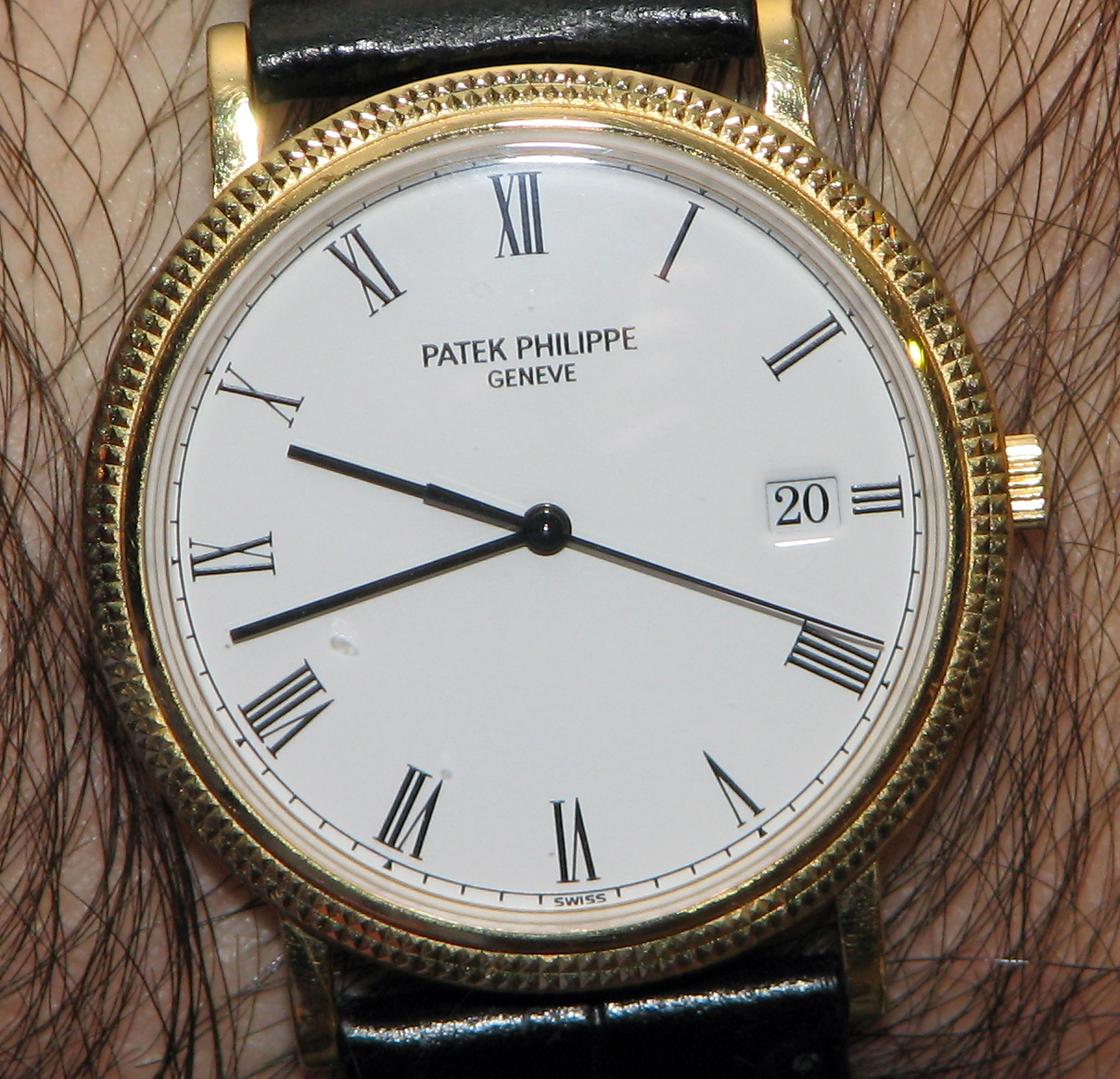
Calatrava 5120J-001 in oro giallo, solo tempo: monta il calibro 240 e ha un diametro di 35 mm.

Calatrava è una serie di orologi da polso creati dalla manifattura di orologeria Patek Philippe. Questa serie di orologi è molto famosa anche per sua relativa semplicità di design, che a partire dal 1932, data della sua invenzione, poco è cambiata. La serie è, tra le varie sei dei Patek Philippe, la meno costosa: il prezzo della referenza più economica (5119J-001 in oro giallo) è, stando al listino 2015, di € 18 200 iva inclusa.

## Storia
Il Calatrava fu inventato nel 1932 come primo orologio per gentleman: si trattava del celebre modello 96. Trae il suo nome dall'ordine cavalleresco fondato nella cittadina omonima nel 1158. Il design, con il passare degli anni, è rimasto abbastanza simile. Il primo intervento estetico risale al 1934. A partire dagli anni quaranta furono introdotti modelli rivolti al pubblico femminile, mentre a partire dagli anni cinquanta hanno cominciato ad adottare il bilanciere Gyromax. Nel tempo sono state apportate delle migliorie, tra le quali la sostituzione del vetro in plexiglas con uno in vetro zaffiro. Mentre i primi modelli erano garantiti solo contro la polvere, quelli più recenti sono anche impermeabili.
Esistono vari modelli: alcuni presentano i secondi centrali, altri sono a carica automatica (a partire dal 1953), altri ancora presentano delle complicazioni: questi ultimi sono serie limitate e presentano o calendari completi, o calendari perpetui o più fusi orari. Sono presenti anche orologi al quarzo, soprattutto per quanto riguarda i modelli da donna. Questa collezione raggruppa orologi in platino, oro giallo, oro rosa, oro bianco ed acciaio.